# S.S. Lazio Calcio a 5 2016-2017
Questa pagina raccoglie i dati riguardanti la S.S. Lazio Calcio a 5, squadra di calcio a 5 militante in serie A, nelle competizioni ufficiali del 2016-2017.

## Calciomercato

### Sessione estiva
| Matteo Blasimme    | Capitolina Marconi |
| Marco Chiomenti    | svincolato         |
| Daniele Gattarelli | Real Team Matera   |
| Gedson             | Fabrizio           |
| Daniel Giasson     | Luparense          |
| Marco Guercio      | Fortitudo Pomezia  |
| Paulinho           | Pescara            |
| Tilico             | svincolato         |

| Tiziano Chilelli   | Orte              |
| Emiliano Cittadini | Virtus Aniene 3Z  |
| Graziano Gioia     | Lido di Ostia     |
| Juninho            | Catanzaro SG      |
| Dario Nardacchione | Salinis           |
| Juan Perri         | Salinis           |
| Stefano Pilloni    | Isola             |
| Sérgio Rocha       | Sestu             |
| Valerio Schirone   | Atletico New Team |

### Sessione invernale
| Tiziano Chilelli | Orte             |
| Laion De Freitas | Isola            |
| Kevin Ramírez    | Bisceglie        |
| Carlos Spinola   | Forte Colleferro |

| Pol Pacheco   | Cogianco   |
| David Patrizi | Real Rieti |
| Paulinho      | Real Rieti |
| Tilico        | Hatria     |

## Organico

### Prima squadra
| N° | Naz.                 | Ruolo      | Sportivo             | Anno     |  |  |
| -- | -------------------- | ---------- | -------------------- | -------- |  |  |
| 1  | Italia (bandiera)    | POR        | Marco Guercio        | 03.03.94 |  |  |
| 2  | Brasile (bandiera)   | POR        | Laion De Freitas     | 28.05.89 |  |  |
| 4  | Italia (bandiera)    | LAT        | Daniele Gattarelli   | 16.08.91 |  |  |
| 8  | Brasile (bandiera)   | LAT        | Gedson               | 05.12.91 |  |  |
| 9  | Italia (bandiera)    | PIV        | Daniele Chilelli     | 11.11.83 |  |  |
| 10 | Spagna (bandiera)    | LAT        | Pol Pacheco          | 11.07.94 |  |  |
| 11 | Argentina (bandiera) | LAT        | Rodrigo Escosteguy   | 20.11.93 |  |  |
| 13 | /                    | UNI        | Daniel Giasson       | 24.08.87 |  |  |
| 16 | Italia (bandiera)    | LAT        | Marco Chiomenti      | 20.07.92 |  |  |
| 20 | Brasile (bandiera)   | PIV        | Paulinho             | 19.04.80 |  |  |
| 21 | Italia (bandiera)    | PIV        | Tiziano Chilelli     | 28.06.94 |  |  |
| 22 | Brasile (bandiera)   | LAT        | Tilico               | 31.01.82 |  |  |
| 24 | Italia (bandiera)    | POR        | Matteo Blasimme      | 27.05.82 |  |  |
| 25 | /                    | LAT        | Kevin Ramírez        | 10.08.87 |  |  |
| 30 | Italia (bandiera)    | POR        | David Patrizi        | 06.06.82 |  |  |
|    | Italia (bandiera)    | Allenatore | Massimiliano Mannino | 06.06.70 |  |  |

### Under-21
| N° | Naz.                 | Ruolo | Sportivo          | Anno     |  |  |
| -- | -------------------- | ----- | ----------------- | -------- |  |  |
| 7  | Italia (bandiera)    | LAT   | Giuliano Fortini  | 08.09.96 |  |  |
| 10 | Italia (bandiera)    | LAT   | Emiliano Gastaldo | 31.12.98 |  |  |
| 18 | Italia (bandiera)    | PIV   | Emanuele Stoccada | 27.04.97 |  |  |
| 23 | Italia (bandiera)    | LAT   | Jacopo Lupi       | 17.12.98 |  |  |
| 29 | Venezuela (bandiera) | LAT   | Carlos Spinola    | --.--.99 |  |  |